# 52e méridien ouest
En géographie, le 52e méridien ouest est le méridien joignant les points de la surface de la Terre dont la longitude est égale à 52° ouest.

## Géographie

### Dimensions
Comme tous les autres méridiens, la longueur du 52e méridien correspond à une demi-circonférence terrestre, soit 20 003,932 km. Au niveau de l'équateur, il est distant du méridien de Greenwich de 5 789 km,.
Avec le 128e méridien est, il forme un grand cercle passant par les pôles géographiques terrestres.

### Régions traversées
En commençant par le pôle Nord et descendant vers le sud au pôle Sud, Le 52e méridien ouest passe par:
| Coordonnées          | Pays, territoire ou mer | Notes |
| -------------------- | ----------------------- | --- |
| 90° 00′ N, 52° 00′ O | Océan Arctique          | |
| 83° 38′ N, 52° 00′ O | Mer de Lincoln          | |
| 82° 16′ N, 52° 00′ O | Groenland               | Île Castle (en), Île Hendrik (en) et Péninsule Warming (en) |
| 71° 06′ N, 52° 00′ O | Fjord Uummannaq         | |
| 70° 58′ N, 52° 00′ O | Groenland               | Île Appat |
| 71° 06′ N, 52° 00′ O | Fjord Uummannaq         | |
| 70° 52′ N, 52° 00′ O | Groenland               | Péninsule Nuussuaq |
| 70° 01′ N, 52° 00′ O | Détroit de Sullorsuaq   | |
| 69° 48′ N, 52° 00′ O | Groenland               | Île de Disko |
| 69° 33′ N, 52° 00′ O | Baie de Disko           | |
| 68° 37′ N, 52° 00′ O | Groenland               | |
| 64° 07′ N, 52° 00′ O | Océan Atlantique        | |
| 4° 41′ N, 52° 00′ O  | France                  | Guyane française |
| 3° 37′ N, 52° 00′ O  | Brésil                  | Amapá Pará — à partir de 1° 10′ S, 52° 00′ O Mato Grosso — à partir de 9° 45′ S, 52° 00′ O Goiás — à partir de 15° 51′ S, 52° 00′ O Mato Grosso do Sul — à partir de 18° 58′ S, 52° 00′ O São Paulo — à partir de 21° 31′ S, 52° 00′ O Paraná — à partir de22° 33′ S, 52° 00′ O Santa Catarina — à partir de 26° 35′ S, 52° 00′ O Rio Grande do Sul — à partir de 27° 23′ S, 52° 00′ O, passe par Lagoa dos Patos |
| 32° 05′ S, 52° 00′ O | Océan Atlantique        | |
| 60° 00′ S, 52° 00′ O | Océan Austral           | |
| 76° 54′ S, 52° 00′ O | Antarctique             | Liste des territoires revendiqués à la fois par l' Argentine et le Royaume-Uni (Territoire antarctique britannique) |